# 안동 봉황사 목조삼전패
안동 봉황사 목조삼전패(安東 鳳凰寺 木造三殿牌)는 경상북도 안동시 임동면 수곡리에 있는 목전패이다. 2015년 12월 28일 경상북도의 유형문화재 제489호로 지정되었다.

## 지정 사유
문화재로 지정 신청된 유물은 봉황사 대웅전 불단 위에 봉안되어 있는 「主上殿下壽萬歲」, 「王妃殿下壽齊年」, 「世子邸下壽千秋」 등이 적힌 3점의 목전패이다.
이들 전패는 모두 패좌와 패신 두 장의 목판으로 구성되어 있으며, 음양각 등의 조식은 거의 없는 단순한 모양이다. 「主上殿下壽萬歲」전패의 배면에 조성기가 墨書되어 있는데, 이를 통해 1692년이라는 제작연대와 봉안처, 조각가 등을 알 수 있다.
봉황사 삼전패는 조성연대와 조성자 琢璘을 알 수 있어 대다수 연대를 알 수 없는 불교 목공예의 시기를 상대편년하는데 기준이 될 수 있는 중요한 작품이라 판단되므로 有形文化財로 지정한다.

## 같이 보기
- 안동 봉황사

## 참고 자료
- 안동 봉황사 목조삼전패 - 국가유산청 국가유산포털